# Пентюхов Іван Олексійович
Іван Олексійович Пентюхов (22 листопада 1929, село Похвальне, тепер Глазуновського району Орловської області, Російська Федерація — 9 грудня 1997, село Сергієвське Лівенського району Орловської області, Російська Федерація) — радянський державний діяч, новатор виробництва, директор державного племінного заводу імені XVII партз'їзду Лівенського району Орловської області. Кандидат у члени ЦК КПРС у 1986—1989 роках. Член ЦК КПРС у 1989—1990 роках. Депутат Верховної Ради Російської РФСР 10-го скликання. Герой Соціалістичної Праці (8.04.1971).

## Життєпис
Після закінчення сільської школи поступив до Глазуновського сільськогосподарського технікуму Орловської області, де здобув фах зоотехніка.
У 1950—1951 роках — зоотехнік зооветдільниці, зоотехнік Моховського районного відділу сільського господарства Орловської області.
У 1951 році поступив до Московського сільськогосподарського інституту, звідки перевівся до Іжевського сільськогосподарського інституту.
У 1956 році закінчив Іжевський сільськогосподарський інститут Удмуртської АСР.
У 1956—1957 роках — зоотехнік Ямської ферми, у 1957—1962 роках — головний зоотехнік радгоспу імені XVII партз'їзду Лівенського району Орловської області.
Член КПРС з 1962 року.
У березні 1962 — 9 грудня 1997 року — директор державного племінного заводу великої рогатої худоби імені XVII партз'їзду села Сергієвське Лівенського району Орловської області.
Указом Президії Верховної Ради СРСР від 8 квітня 1971 року за видатні успіхи, досягнуті в розвитку сільськогосподарського виробництва та виконанні п'ятирічного плану продажу державі продуктів землеробства і тваринництва, Пентюхову Івану Олексійовичу присвоєно звання Героя Соціалістичної Праці з врученням ордена Леніна і золотої медалі «Серп і Молот».

## Нагороди і звання
- Герой Соціалістичної Праці (8.04.1971)
- два ордени Леніна (31.12.1965; 8.04.1971)
- орден Трудового Червоного Прапора (29.08.1986)
- медалі
- Заслужений зоотехнік Російської РФСР (28.02.1979)